# Sorgenti del Vallone delle Ferriere di Amalfi
Sorgenti del Vallone delle Ferriere di Amalfi este o arie protejată (arie de protecție specială avifaunistică — SPA) din Italia întinsă pe o suprafață de 459 ha, integral pe uscat.

## Localizare
Centrul sitului Sorgenti del Vallone delle Ferriere di Amalfi este situat la coordonatele 40°39′33″N 14°34′48″E / 40.659138°N 14.579889°E.

## Înființare
Situl Sorgenti del Vallone delle Ferriere di Amalfi a fost declarat arie de protecție specială avifaunistică în martie 1995 pentru a proteja 1 specie de plante și 24 de specii de animale.

## Biodiversitate
Situată în ecoregiunea mediteraneană, aria protejată conține 7 habitate naturale: Păduri de fag din Apenini cu Taxus și Ilex, Pseudostepă cu ierburi și specii anuale de Thero-Brachypodietea, Păduri de Quercus ilex și Quercus rotundifolia, Păduri de Castanea sativa, Tufărișuri termo-mediteraneene și de pre-deșert, Pante stâncoase calcaroase cu vegetație casmofită, Izvoare petrifiante cu formare de travertin (Cratoneurion).
La baza desemnării sitului se află mai multe specii protejate:
- plante (1): Woodwardia radicans
- păsări (17): pescăruș albastru (Alcedo atthis), fâsă-de-câmp (Anthus campestris), ciocârlie-cu-degete-scurte (Calandrella brachydactyla), caprimulg (Caprimulgus europaeus), prepeliță (Coturnix coturnix), presură de stuf (Emberiza schoeniclus), șoim călător (Falco peregrinus), muscar-gulerat (Ficedula albicollis), sfrâncioc roșiatic (Lanius collurio), ciocârlie de pădure (Lullula arborea), gaia neagră (Milvus migrans), gaia roșie (Milvus milvus), viespar (Pernis apivorus), sitar de pădure (Scolopax rusticola), mierlă (Turdus merula), sturz-cântător (Turdus philomelos), sturzul de vâsc (Turdus viscivorus)
- amfibieni (1): Salamandrina terdigitata
- mamifere (3): liliacul mediteranean cu potcoavă (Rhinolophus euryale), liliacul mare cu potcoavă (Rhinolophus ferrumequinum), liliacul mic cu potcoavă (Rhinolophus hipposideros)
- nevertebrate (2): croitorul mare al stejarului (Cerambyx cerdo), Melanargia arge
- reptile (1): șarpele cu patru dungi (Elaphe quatuorlineata)

Pe lângă speciile protejate, pe teritoriul sitului au mai fost identificate 5 specii de plante, 3 specii de amfibieni, 1 specie de nevertebrate, 4 specii de reptile.